# Цибирика
Цибирика (рум. Țibirica, Цибирка) — село в Каларашском районе Молдавии. Является административным центром коммуны Цибирика, включающей также село Скиноаса.

## География
Село расположено на высоте 114 метров над уровнем моря.

## Население
По данным переписи населения 2004 года, в селе Цибирика проживает 2431 человек (1213 мужчины, 1218 женщин).
Этнический состав села:
| Национальность | Число жителей | Процентный состав |
| -------------- | ------------- | ----------------- |
| молдаване      | 2422          | 99.63             |
| румыны         | 5             | 0.21              |
| украинцы       | 3             | 0.12              |
| русские        | 1             | 0.04              |
| Всего          | 2431          | 100%              |